# NGC 275
NGC 275 је спирална галаксија у сазвежђу Кит која се налази на NGC листи објеката дубоког неба.
Деклинација објекта је - 7° 3' 55" а ректасцензија 0h 51m 4,5s. Привидна величина (магнитуда) објекта NGC 275 износи 12,5 а фотографска магнитуда 13,2. Налази се на удаљености од 21,9000 милиона парсека од Сунца. NGC 275 је још познат и под ознакама MCG -1-3-22, VV 81, ARP 140, IRAS 00485-0720, PGC 2984.